# Alte Burg (Lauffen am Neckar)

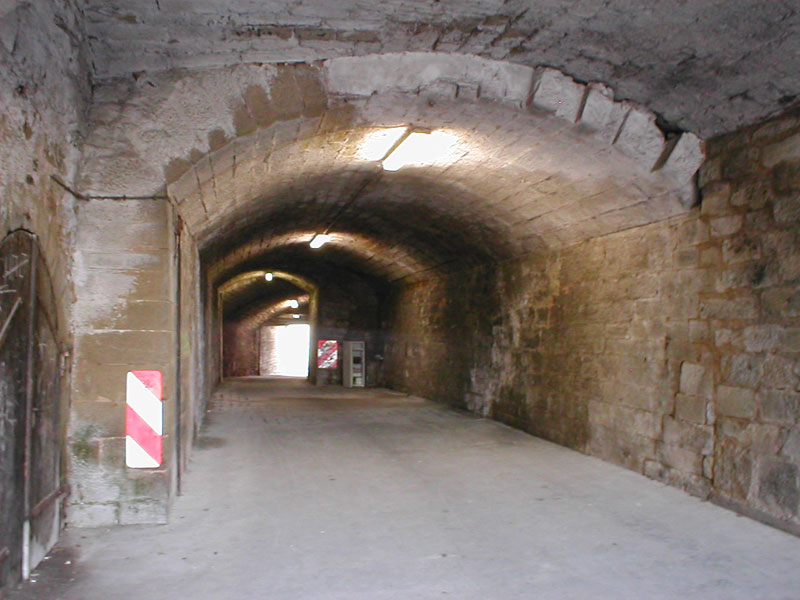
Überbauter Halsgraben, bildet heute die Grabengasse

Die Alte Burg, heute Kirchhof genannt, ist eine abgegangene Spornburg in Lauffen am Neckar, einer Stadt im Landkreis Heilbronn in Baden-Württemberg. Die fränkisch-ottonische Burg befand sich auf einem Bergsporn des Lauffener Neckardurchbruchs. In fränkischer Zeit war die Burg ein Königshof, als solcher Schauplatz der Regiswindislegende, und sie war vor dem Bau der Grafenburg auf der Neckarinsel wahrscheinlich Sitz der Grafen von Lauffen. Die Burg ging im Laufe der Jahrhunderte in der Bebauung des Dorfs Lauffen auf. Ihre Ausdehnung ist heute noch anhand der Baulinien erkennbar.

## Lage
Die Lauffener Neckarschlinge ist die jüngste trocken gefallene Schlinge des Neckars, der Durchbruch ereignete sich etwa 400 bis 100 v. Chr. An der Stelle des Durchbruchs trennte der Neckar den einstigen Umlaufberg ab und schuf hier eine rund 40 Meter breite, heute 14 Meter erhöht liegende Bergzunge, deren Lage prädestiniert für eine Burg war. Die auf 176 m ü. NN gelegene Spornburg umschloss eine Fläche von rund 1,2 Hektar. An ihrem östlichen Rand, zum Neckar hin, lag innerhalb des Areals die Martinskirche, der Vorgängerbau der heutigen Regiswindiskirche. Aus der Burg heraus entwickelte sich das links des Neckars gelegene Dorf Lauffen.

## Geschichte
Die Ursprünge der Alten Burg in Lauffen sind unbekannt, es ist jedoch anzunehmen, dass sie in der Mitte des 8. Jahrhunderts angelegt wurde oder dass in dieser Zeit eine bereits vorhandene Befestigung ausgebaut wurde. Ebenfalls in die Mitte des 8. Jahrhunderts ist die Martinskirche, der Vorgänger der heutigen Regiswindiskirche, zu datieren. Für das 9. Jahrhundert ist Lauffen als Standort eines fränkischen Königshofs, von dem angenommen wird, dass er sich innerhalb der Burganlage befand, durch Urkunden Ludwigs des Frommen von 822 und Ludwigs des Deutschen von 845 belegt. Wie die Höfe in Wimpfen und in Heilbronn lag der Lauffener Königshof an der strategisch bedeutenden Route vom Mittelrhein den Neckar entlang nach Alemannien, Ulm und an den Bodensee.
Der Regiswindislegende zufolge wurde ein Adeliger namens Ernst – oft gleichgesetzt mit dem Grafen Ernst aus dem Nordgau – im Mai 832 von Ludwig dem Frommen mit der Burg belehnt, und seine Tochter Regiswindis soll hier um das Jahr 839 ermordet worden sein.
Um das Jahr 1000 war die Alte Burg das Zentrum Lauffens. Die damaligen Besitzverhältnisse sind unklar, es wird jedoch vermutet, dass die Vorfahren der Grafen von Lauffen zumindest über Anteile verfügten und hier ihren Sitz hatten. Im Jahr 1003 nennt eine durch Heinrich II. für den Würzburger Bischof Heinrich I. ausgestellte Urkunde die Burg explizit als solche in Zusammenhang mit einer vermutlich nicht zu Stande gekommenen Gründung eines Nonnenklosters innerhalb der Burg. Später wichen die Grafen von Lauffen – wohl aufgrund beengter Verhältnisse – auf die künstlich geschaffene Insel inmitten des Neckardurchbruchs aus. Nach 1227, als die Burg und die Stadt rechts des Neckars nach dem Aussterben der Grafen von Lauffen an die Staufer fielen, gewann das Bistum Würzburg innerhalb des Burgareals an Einfluss. Im gleichen Jahr begann der Bau der Regiswindiskirche als neuer Lauffener Pfarrkirche.

### Beschreibung

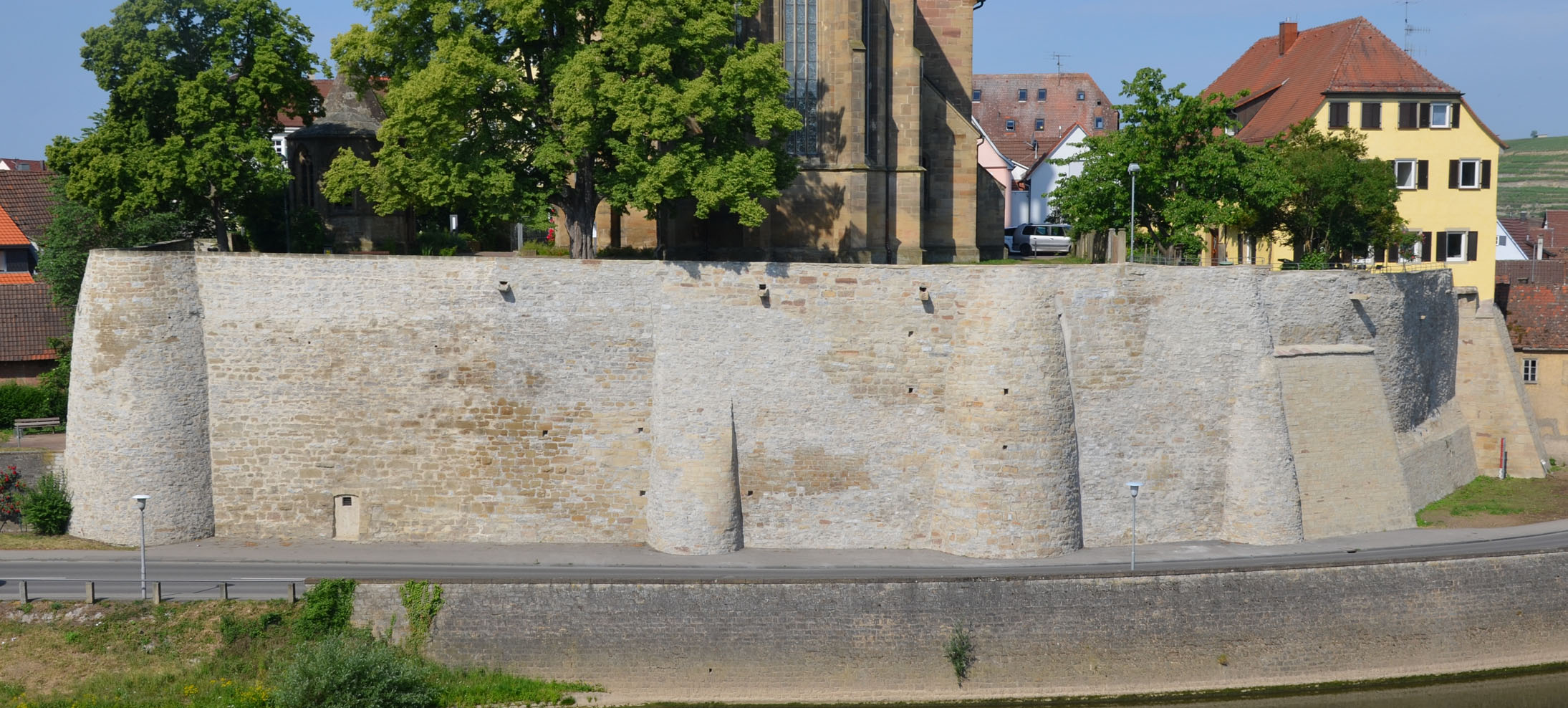
Stützmauer unterhalb der Regiswindiskirche

Die Alte Burg war keine Burg im Sinne eines Adelssitzes des späteren Mittelalters. Stattdessen verteilte sich der befestigte Bereich auf verschiedene Eigentümer, darunter die Kirche und verschiedene Adelsfamilien. Zur Befestigung gehörten der Halsgraben, der den Bergsporn nach Westen hin zum ehemaligen Umlaufberg hin sicherte, sowie Mauern und ein Zwinger nördlich und südlich. Durch die erhöhte Lage über dem Neckar gab es nach Osten hin außer der Stützmauer keine weiteren Befestigungen. Wahrscheinlich verfügte die Anlage auch über Türme und Tore, worüber jedoch keine Angaben überliefert sind. Es wird angenommen, dass die Südwestecke im Bereich des heutigen Hauses Grabenstraße 6 besonders stark befestigt war und dass sich am Eingang der Kirchbergstraße einst ein Tor befand. Der heute hier befindliche Brücke zwischen Kirchhof und Diakonat ist möglicherweise ein Überbleibsel des Wehrgangs eines ehemaligen Tores.

### Weitere Entwicklung
Die Burg entwickelte sich im Mittelalter innerhalb ihrer Mauern zu einem befestigten Ortskern. 1537 gab es mit den Staffeln an der West- und an der Nordseite neben den Toren bereits weitere Zugänge, die jedoch verteidigt werden konnten. Spätestens mit der Wende zum 18. Jahrhundert dürfte die Befestigung aufgegeben worden sein. Eine Besonderheit stellt der wohl um 1700 überwölbte, bis heute erhaltene Halsgraben dar, durch den in einem Tunnel die Graben- und die Berggasse verlaufen.
Die Häuser an der Nordseite sitzen heute auf der einstigen Burgmauer, ebenso an der Südseite, wo sich heute an der Stelle des Zwingers Gärten befinden. Zum Neckar hin, an der Regiswindiskirche, gibt es auch heute noch eine mächtige Stützmauer, die das Lauffener Stadtbild prägt. Innerhalb des alten Burgareals befinden sich heute neben Regiswindiskirche und -kapelle und dem Kirchhof rund 20 Wohnhäuser. Von der ursprünglichen Bausubstanz haben sich keine Überreste erhalten.